# Keresztpatak
Keresztpatak (románul: Pârâu Crucii) falu Romániában, Maros megyében. Közigazgatásilag Mezőrücs községhez tartozik.

## Története
Mezőrücs község része. A trianoni békeszerződésig Maros-Torda vármegye Marosi felső járásához tartozott.

## Népessége
2002-ben 151 lakosa volt, ebből 133 román és 18 magyar nemzetiségű.

## Vallások
A falu lakói közül 118-an ortodox és 5-en görögkatolikus és 19-en református hitűek.